# Georges Bruni
Georges Bruni, né le 27 janvier 1887 dans le 14e arrondissement de Paris et mort le 19 septembre 1973 au Mans, est un journaliste et sportif français. 

## Biographie
Il est joueur de rugby à XV au Sporting club universitaire de France rugby (SCUF) de 1908 à 1914. Par la suite, il devient dirigeant du club parisien. Il est directeur du journal Tous les sports en 1941.